# Hypericum sampsonii
Hypericum sampsonii är en johannesörtsväxtart som beskrevs av Henry Fletcher Hance. Hypericum sampsonii ingår i släktet johannesörter, och familjen johannesörtsväxter. Inga underarter finns listade i Catalogue of Life.